# Michel Darmancier
Michel Darmancier, né le 25 août 1918 à Izieux, dans l’actuelle commune de Saint-Chamond (Loire), mort à 66 ans le 1er octobre 1984, a été vicaire apostolique puis le premier évêque des îles Wallis-et-Futuna entre 1961 et 1974.

## Biographie

### Prêtre et missionnaire
Il est ordonné prêtre pour la société de Marie le 10 février 1946. Prêtre à Lyon, il part pour l’Océanie en 1952. Arrivé à la fin de cette année-là en Nouvelle-Calédonie, il y est missionnaire. Plusieurs responsabilités lui sont confiées : directeur du séminaire de Païta, et curé de la cathédrale de Nouméa. Il s’occupe aussi du Semeur calédonien, hebdomadaire catholique.

### Vicaire apostolique
Le 22 décembre 1961, il est nommé vicaire apostolique de Wallis-et-Futuna, en recevant le titre d’évêque titulaire d’Augurus (de). Il est consacré le 26 avril 1962 par Pierre-Paul-Émile Martin (pl), vicaire apostolique de Nouvelle-Calédonie, à Nouméa même avant d’arriver le 9 mai à Wallis où il prend aussitôt possession de son siège.

#### Vatican II
Il participe aux quatre sessions du concile Vatican II,. Le 25 octobre 1963, il intervient pour plus de tolérance dans l’Église et le 25 novembre suivant, pour défendre la prière commune comme voie privilégiée de l'œcuménisme,.

### Évêque
Le 21 juin 1966, le vicariat apostolique de Wallis-et-Futuna est élevé au rang de diocèse et Michel Darmancier devient alors son premier évêque. Dans une lettre pastorale de 1970, il met en garde contre l’alcoolisme : 

« Des hommes, des jeunes, principalement le jour de la paie, achètent de la bière par cartons et boivent dans leur api ou dans la brousse jusqu’à la dernière bouteille. La même chose avec le whisky ou le rhum (…) On voit même des enfants de l’école (moins de 15 ans) ivres d’avoir bu de la bière. »

 Il assiste aux Jeux du Pacifique, lors de l’édition de 1971 (en), à Papeete, sur l’île de Tahiti dont il estime qu’ils ont « une importance considérable pour l’avenir de la jeunesse en Océanie ». Lolesio Fuahea, nommé évêque auxiliaire le 2 mars 1972, lui succède le 25 avril 1974. Il meurt le 1er octobre 1984.

## Hommage
En 2009, le service des Postes et des Télécommunications de Wallis-et-Futuna émet un timbre, d’une valeur de 500 francs Pacifique, reproduisant son blason,.

## Publications
Il a publié une nécrologie de son prédécesseur Alexandre Poncet.